# ブラック・スター
ブラック・スター（Black Star）は、1996年に結成されたニューヨーク市ブルックリン出身、アメリカのヒップホップ・デュオ。ラッパーのヤシーン・ベイ（旧芸名モス・デフでよく知られている）とタリブ・クウェリによって構成されている。このデュオの名前は、マーカス・ガーベイによって設立された運送会社、ブラック・スター・ラインにちなんで名付けられた。絶賛を受けたデビュー・アルバム『ブラック・スター』は、1998年9月29日にリリースされた。その後、シングルのリリースとコンピレーションへの参加だけを何十年も続けてきたブラック・スターは、2022年5月3日に2枚目のスタジオ・アルバム『No Fear of Time』をポッドキャスト・プラットフォーム「Luminary」からリリースした。

## 略歴
ブラック・スターは、1990年代後半のアンダーグラウンド運動から生まれたが、これは主としてニューヨークに拠点を置く独立系レコードレーベルであるロウカス・レコードによるものであった。彼らは、ネイティブ・タンの他のメンバーとともに、アンダーグラウンドにおけるオルタナティブ・ラップの形成に貢献し、それをメインストリームへと持ち込んだ。ヤシーン・ベイとタリブ・クウェリは双方ともに、ソロ・キャリアにおいても商業的にも批評的にも大きな成功を収めている。
2001年、ブラック・スターは、レッド・ホット・オーガニゼーションによるデューク・エリントンへのトリビュートを捧げたコンピレーション・アルバム『Red Hot + Indigo』で、ロン・カーターとジョン・パットンとともに「Money Jungle」を演奏した。このアルバムは、エイズへの意識を高め、病気と闘うためのさまざまな慈善団体への資金を集めた。2002年、「Hater Players」という曲がテレビドラマ『THE WIRE/ザ・ワイヤー』のエピソード「The Cost」で使用された。2005年、ヒップホップのウェブサイト「TheSituation.co.uk」は、クウェリが新しいブラック・スターのアルバムを「準備中」だと述べたと報じた。
マッドリブ完全プロデュースによるセカンド・アルバムが、2019年11月に完成すると確認された。アルバムのタイトルが『No Fear of Time』になることを2022年に発表。5月3日、ポッドキャスト・プラットフォーム「Luminary」限定でリリースされた。

## ディスコグラフィ

### アルバム
- 『ブラック・スター』 - Mos Def & Talib Kweli Are Black Star (1998年、Rawkus/ Priority/ EMI)
- No Fear of Time (2022年)

### シングル
- "Definition" (1998年)
- "Respiration" (1999年) ※featuring コモン
- "One Four Love Pt. 1" (1999年) ※featuring コモン、クール・G・ラップ、ファロア・モンチ、ポスドゥヌース、ラー・ディガ、シャバーム・サディーク、スポーティ・シーヴズ
- "Fix Up" (2011年)[7]

### その他のコラボレーション
- 1997年: "Fortified Live"、"Freestyle" ※ロウカス・レコードのコンピレーション・アルバム『Soundbombing』収録
- 1999年: "Know That" ※モス・デフのアルバム『ブラック・オン・ボース・サイズ』収録
- 1999年: "Little Brother" ※映画『ザ・ハリケーン』サウンドトラックに収録
- 2000年: "This Means You" ※DJハイ・テックのプロデュース・アルバム『トレイン・オブ・ソート』収録
- 2001年: "Money Jungle" ※レッド・ホット・オーガニゼーションのコンピレーション・アルバム『Red Hot + Indigo』収録
- 2002年: "Joy" ※タリブ・クウェリのアルバム『クオリティ』収録
- 2002年: "Brown Sugar (Raw)" ※『Brown Sugar (soundtrack)』収録
- 2004年: "Beautiful (Black Star remix)" ※メアリー・J. ブライジの「Beautiful」リミックス。シングル盤に収録
- 2005年: "Supreme Supreme" ※タリブ・クウェリのアルバム『Right About Now: The Official Sucka Free Mix CD』収録
- 2005年: "Bright as the Stars" ※モス・デフのシングル「Ah Ha」に収録
- 2005年: "What It Is" ※タリブ・クウェリのミックステープ『The Beautiful Mixtape Vol. 2』収録
- 2006年: "Born & Raised" ※『Dave Chappelle's Block Party (soundtrack)』収録
- 2009年: "History" ※モス・デフのアルバム『ジ・エクスタティック』収録
- 2010年: "Just Begun" ※リフレクション・エターナルのアルバム『Revolutions per Minute』収録。featuring ジェイ・エレクトロニカ & J. コール
- 2011年: "You Already Knew" ※アレサ・フランクリン・トリビュート・ミックステープ『Black Star Aretha』収録予定
- 2022年: "Peppas" ※ウエストサイド・ガンのミックステープ『10』収録